# Lira Villalva
Lira de la Paz Villalva Miranda (Píllaro, 1983) es una abogada y política ecuatoriana, primera mujer en ocupar el cargo de gobernadora de Tungurahua.

## Biografía
Nació en 1983 en la comunidad de Píllaro, provincia de Tungurahua. Realizó sus estudios secundarios en los colegios Ambato y La Salle y los superiores en la Universidad Central del Ecuador, donde estudió leyes.
Inició su vida política como parte de la Asociación Femenina Universitaria y como delegada latinoamericana en la Internacional Socialista. En 2009 se vinculó al movimiento oficialista Alianza PAIS. Para las elecciones seccionales del mismo año fue elegida concejala cantonal de Píllaro.
En diciembre de 2012 fue nombrada gobernadora de Tungurahua, convirtiéndose en la primera mujer en ocupar dicho cargo. Renunció en noviembre de 2016 a la gobernación para participar en las elecciones legislativas del año siguiente, en las que fue elegida asambleísta nacional en representación de Tungurahua por el movimiento Alianza PAIS.